# Franziskus, der Gaukler Gottes
Franziskus, der Gaukler Gottes ist ein italienischer Spielfilm aus dem Jahr 1950 und hat den Heiligen Franz von Assisi zum Thema.

## Handlung
Nachdem Papst Innozenz III. ihre Lebeweise bestätigt hat, kehren Franziskus und seine Gefährten aus Rom nach Rivotorto zurück und wollen nun ihre Botschaft von Frieden, Nächstenliebe und Sanftmut verkünden. Unterwegs beraten sie bei strömendem Regen, wie sie ihre Botschaft am besten verkünden sollen. Doch ist ihre Hütte von einem Mann mit einem Esel besetzt, der sich strikt weigert, die Hütte zu verlassen. Sie nehmen ihr Leid erst auf sich und beschließen, Franziskus zu folgen.
Es folgen neun Kapitel, von denen jedes ein Ereignis im Leben von Franziskus darstellt:
1. Szene:

Während die Brüder eine neue Gebetshütte bauen, kehren zwei von ihnen mit Gebetsglocken zurück, die sie von einem reichen Mann bekommen haben. Die Brüder beten in ihrer Kapelle. Da taucht der nackte Bruder Ginepro auf, der aus Santa Maria degli Angeli zurückkehrt; er hatte seine Tunika einem Armen geschenkt. Franziskus verbietet Ginepro, aus Gehorsam seine Tunika jemals wieder ohne Erlaubnis wegzugeben.
2. Szene:

Bevor die Brüder zu ihrer Mission aufbrechen, betet Franziskus für sie und ihre Verkündigung des Evangeliums in diesen Zeiten. Daraufhin betet Franziskus das Gebet Herr, mach mich zu einem Werkzeug deines Friedens. Nach dem Gebet erscheint ein alter Mann mit einem Ochsen, um sich Franziskus anzuschließen, und schenkt seinen Ochsen den Brüdern. Da taucht die Familie des Mannes auf und fordert den Ochsen zurück und lässt den Mann zurück. Franziskus stellt seinen Gefährten ihren neuen Mitbruder Giovanni vor.
3. Szene:

Die hl. Klara kommt zum Abendessen mit Franziskus. Die Brüder pflücken Blumen und trimmen ihre Bärte. Gemeinsam mit Klara beten Franziskus und seine Mitbrüder in der Kapelle. Erneut verschenkt Ginepro seine Tunika an einen Armen. Nach dem Gebet sitzen alle beim Essen zusammen; einer der Mitbrüder erzählt, wie er den Teufel verjagt hat. Durch die Heiligkeit der Situation entzündet sich der Himmel mit Feuer.
4. Szene:

Mitbruder Amarsebello ist von zu viel Fasten krank geworden. Während die anderen Brüder beten und Essen an die Armen verteilen, will Ginepro Amarsebello überzeugen, dass er nicht fasten muss, und schlägt einige Gerichte vor. Amarsebello würde gerne eine Schweinepfote essen. Ginepro findet eine Schweineherde und bringt die Pfote von einem der Schweine mit. Der Besitzer der Schweine erscheint und verlangt eine Entschädigung. Nach seiner Rückkehr verlangt Franziskus von Ginepro, sich beim Schweinehirten zu entschuldigen und ihn zu entschädigen, doch hat Ginepro keinen Erfolg. Wenig später kehrt der Schweinehirt zurück und überlässt den Brüdern das Schwein, warnt sie aber, seine Schweine niemals mehr zu belästigen.
5. Szene:

Eines Nachts betet Franziskus im Wald. Da erweckt ein Glockengeläut seine Aufmerksamkeit. Das Geläut stammt von einem einsamen Wanderer, und Franziskus erkennt, dass der Wanderer an Lepra leidet. Erschüttert besteht Franziskus darauf, den Mann berühren und umarmen zu dürfen. Franziskus sinkt zu Boden und betet zu Gott.
6. Szene:

Weil Ginepro immer kochen muss, wenn seine Mitbrüder zum Predigen gehen, beschließt er, für zwei Wochen vorauszukochen, damit er endlich auch Gelegenheit zum Predigen findet. In den Feldern findet er einen Topf, der groß genug für soviel Essen ist. Franziskus erlaubt ihm schließlich, zu predigen, aber unter der Bedingung, dass seine Predigten mit der Feststellung beginnen, dass er viel spricht und wenig schafft.
7. Szene:

Ginepro reist durch Italien, um Menschen zu finden, denen er predigen kann. Unterwegs trifft er einige spielende Kinder und erfährt von ihnen, dass der Tyrann Nicolas die Nachbarstadt belagert. Als er den dortigen Barbaren zu predigen versucht, wird er von ihnen herumgeschubst. Da versteht er, dass er nicht durch Worte, sondern durch Beispiel predigen muss. Er wird vor Nicolas gebracht, der Ginepros Exekution befiehlt. Als der herbeigerufene Priester erkennt, dass er einen Gefolgsmann von Franziskus vor sich hat, bittet er Nicolas, Ginepro zu verschonen. Dieser weigert sich zunächst, da man ihm angekündigt hat, ein als Bettler verkleideter Mann würde kommen und ihn umbringen wollen. Als Nicolas Ginepro befragt, bringt dieser ihn durch Demut dazu, die Belagerung aufzugeben.
8. Szene:

Franziskus und Leon unterhalten sich darüber, was das perfekte Glück ist. Franziskus ist der Meinung, dass nicht einmal Akte wie das Heilen von Blinden oder die Wiedererweckung von Toten perfektes Glück bedeuten. Da werden sie Zeuge, wie ein Reiter einen Mann tötet, der ihn ausrauben wollte.
Sie reisen weiter und setzen ihre Unterhaltung fort. Sie gelangen an ein Haus und bitten um Almosen, werden aber vom Hausbesitzer mit Schlägen verjagt. Franziskus erklärt Leon, dass das perfekte Glück darin besteht, Leid zu ertragen.
9. Szene:

Die Brüder verlassen Santa Maria degli Angeli, um das Evangelium in der ganzen Welt zu verkünden. Sie überlassen ihren Hof den Dorfbewohnern; der Abschied fällt ihnen schwer. Sie verteilen Essen an die Armen; danach beten sie ein letztes Mal gemeinsam. Nachdem Franziskus ihnen hilft, herauszufinden, in welche Richtung sie gehen sollen, brechen sie singend auf.

## Synchronisation
Die deutsche Fassung des Films hat folgende Synchronsprecher:
| Rolle            | Darsteller      | Synchronsprecher   |
| ---------------- | --------------- | ------------------ |
| Franz von Assisi | Nazario Gerardi | Christian Brückner |
| Tyrann Nicolas   | Aldo Fabrizi    | Alexander Welbat   |

## Auszeichnungen
- Im Jahr 1950 war der Film bei den Internationalen Filmfestspielen von Venedig für den Goldenen Löwen nominiert.

- Im Jahr 1951 wurde der Film bei den Cahiers du cinéma für die Kategorie Best Film nominiert; Regisseur Roberto Rossellini kam auf den zehnten Platz.

## Kritiken
Die Bewertungen divergierten zum Teil sehr stark, doch lobten vor allem Filmemacherkollegen wie Pier Paolo Pasolini und François Truffaut Rossellinis Arbeit aufgrund seiner schlichten Poesie über alle Maßen. Nachfolgend mehrere deutschsprachige Profikritiken:
Buchers Enzyklopädie des Films resümierte: „Rossellini geht es weniger um eine Auseinandersetzung über die Lebbarkeit von Glaubenssätzen als eine Sichtbarmachung der Unterschiede, die den Menschen von seinem Idealbild trennen. Über die Ernsthaftigkeit dieser Absicht  täuscht auch nicht die gelöste Heiterkeit hinweg, die der Film dank der Betonung des lyrischen Elementes und eines feinen Gespürs für das anrührend Komische vermittelt.“

„Um authentische Milieuschilderung bemüht, bindet er die Lebensgeschichte des Heiligen an ein konkretes gesellschaftliches Umfeld; zugleich verengt er die Perspektive auf eine repräsentative Einzelfigur, die als Träger zeitloser geistiger Prinzipien fungiert.“

„Mit diesem wunderschönen Film gelangte der Meisterregisseur des italienischen Neorealismus zu neuen Ausdrucksformen und stellte das Thema des Glaubens in den Mittelpunkt seiner Reflexion. Weit entfernt von der traditionellen Hagiographie werden elf Episoden aus dem Leben Franz‘ von Assisi erzählt. Franziskus und die Mönche werden in ihrem irdischen Gemeinschaftsleben dargestellt, in dem Liebe, Demut und Lebensfreude vorherrschen und Heiligsein menschliches Gesicht annimmt.“